# Сарлак
Сарлак (баш. Сарлаҡ) — деревня в Мелеузовском районе Республики Башкортостан Российской Федерации. Входит в состав Мелеузовского сельсовета.

## География

### Географическое положение
Расстояние до:
- районного центра (Мелеуз): 4 км,
- центра сельсовета (Каран): 8 км,
- ближайшей ж/д станции (Мелеуз): 4 км.

## История
До 2007 года административный центр Мелеузовского сельсовета. Затем центр перенесён из деревни Сарлак в деревню Каран согласно Закону Республики Башкортостан от 30.05.2007 г № 424-З «Об изменениях в административно-территориальном устройстве Республики Башкортостан и преобразовании отдельных муниципальных образований».

## Население
| 2002 | 2009 | 2010 |
| ---- | ---- | ---- |
| 214  | ↗385 | ↘334 |

Национальный состав
Согласно переписи 2002 года, преобладающая национальность — башкиры (60 %).

## Инфраструктура
Личное подсобное хозяйство с зоной сельскохозяйственного использования, индивидуальная застройка усадебного типа.